# Pour une contre-histoire du cinéma
Pour une contre-histoire du cinéma est un essai de Francis Lacassin publié en 1972 par l'Union générale d'éditions.
Selon Éric Le Roy, l'ouvrage de Francis Lacassin témoigne de « l'extraordinaire originalité d'un auteur et d'un chercheur hors du commun  » pour un travail accompli « alors que les intouchables Sadoul et Mitry tenaient le haut du pavé ».
Marc Lits estime que Pour une contre-histoire du cinéma « rend justice autant aux premiers réalisateurs d’un cinéma conçu d’abord comme un divertissement de masse (avec les films de Louis Feuillade, dont Lacassin fut à la fois le spécialiste érudit et l’admirateur enthousiaste) qu’aux sous-genres méprisés comme le western ».

## Éditions
- Union générale d'éditions, coll. « 10/18 », 1972.
- Institut Lumière / Actes Sud, préface de Raymond Chirat, 1994, 354 pages